# Доки (река)
Доки (яп. 土器川 докигава) — река в Японии на острове Сикоку. Протекает по территории префектуры Кагава.
Исток реки находится в горах Сануки. Доки впадает во Внутреннее Японское море у города Маругаме.
Длина реки составляет 33 км, на территории её бассейна (127 км²) проживает около 39000 человек. Согласно японской классификации, Доки является рекой первого класса. 
В ХХ и XXI веках крупнейшие наводнения происходили в 1912, 1954, 1976, 1990 и 2004 годах. Во время наводнения 1954 года один человек погиб и 2180 пострадали, во время наводнения 2004 года на реке и её притоках прорвало 2 дамбы и было затоплено 75 домов.